# Інститут теоретичної фізики імені М. М. Боголюбова НАН України
Інститу́т теорети́чної фі́зики і́м. М. М. Боголю́бова Націона́льної акаде́мії нау́к Украї́ни — провідний український науковий центр з фундаментальних проблем теоретичної, математичної та обчислювальної фізики.
Інститут є базовим для Міжнародного центру фізики, який створено при Відділенні фізики та астрономії Національної академії наук України.

## Напрямки наукових досліджень
- Фізика і астрофізика високих енергій,
- квантова космологія,
- теорія ядерних систем,
- квантова теорія поля,
- теорія симетрій,
- теорія нелінійних процесів в макромолекулярних структурах, наносистемах і плазмі,
- динаміка відкритих, сильнонерівноважних фізичних, біологічних, економічних та інформаційних систем.

При інституті працює докторантура та аспірантура із спеціальності теоретична фізика, а також кафедра теоретичної та математичної фізики Київського академічного університету та центр неперервної освіти для старшокласників та студентів молодших курсів вищих навчальних закладів.

## Директори інституту
- 1966–1973 — Боголюбов Микола Миколайович.
- 1973–1988 — Давидов Олександр Сергійович.
- 1988–2002 — Ситенко Олексій Григорович.
- Від 2002 — Загородній Анатолій Глібович.